# Polyzonium carniolense
Polyzonium carniolense är en mångfotingart som beskrevs av Karl Wilhelm Verhoeff 1899. Polyzonium carniolense ingår i släktet Polyzonium och familjen koppardubbelfotingar. Inga underarter finns listade i Catalogue of Life.